# Învingătorul
Învingătorul este un film românesc din 1981 regizat de Tudor Mărăscu. Rolurile principale au fost interpretate de actorii Marian Culiniac, Tora Vasilescu, Nicolae Praida.

## Distribuție
Distribuția filmului este alcătuită din:
- Marian Culineac — Cristea Soare
- Tora Vasilescu — Marilena Manta
- Nicolae Praida — Covaci
- Ion Tudor Anestin — Gherasim
- Radu Panamarenco — Cupcea
- Mihai Stan — Ghenoiu
- Constantin Brânzea — Bela
- Zoe Anghel Stanca — Mama Marilenei
- Traian Dănceanu — Manta
- Florin Boby Hristache — Viorel
- Aurel Cioranu — Ziaristul
- Bogdan Stanoevici — Paul
- Ștefan Maitec — Dinu
- Nicolae Dide — prietenul lui Paul și Dinu
- Ion Igorov
- Rodica Dianu - vecina care se oferă să cumpere cartofi
- Eugen Ungureanu — Aldea, prietenul Marilenei
- Gina Nicolae — Paula, martora lui Cristea la proces
- Ion Chițoiu — martorul lui Cristea la proces
- Dorin Dron — avocatul
- Maria Pătrașcu —
- Dumitru Cărbunaru
- Sergiu Demetriad
- Aurel Popescu
- Dumitru Ghiuzelea
- Filimon Năstase
- Florică Roșioru — lăutarul cu acordeonul
- Dumitru Ciubotaru
- Constantin Bârsan
- Marian Ifrim
- Valeriu Cărstea
- Dumitru Parpariu
- Ștefan Băiatu
- Marian Stamatescu
- Flaviu Filip
- Dumitru Petropavlovschi

## Primire
Filmul a fost vizionat de 1.645.540 de spectatori în cinematografele din România, după cum atestă o situație a numărului de spectatori înregistrat de filmele românești de la data premierei și până la data de 31 decembrie 2014 alcătuită de Centrul Național al Cinematografiei.